# Забава (Ярославская область)
Заба́ва — деревня Волжского сельского округа Волжского сельского поселения Рыбинского района Ярославской области.
Деревня расположена на правом, высоком и обрывистом берегу реки Волги (Горьковское водохранилище), ниже по течению города Рыбинск, его микрорайона Копаево, где расположен грузовой порт Рыбинска и многочисленные склады. Между Забавой и Копаевым стоит село Семёновское. Деревня стоит к северу от автомобильной дороги Р151 Рыбинск—Тутаев, с которой связана короткой дорогой. Между Забавой и дорогой Р-151, юго западнее Забавы деревня Митино. Восточнее, также на берегу Волги, деревня Черменино. Посёлок Ермаково, центр Волжского сельского поселения, расположен на дороге Р-151 восточнее отворота на Забаву.
Обнажения волжского обрыва от Забавы до Черменино объявлены охраняемым геологическим памятником местного значения.
На 1 января 2007 года в деревне числилось 103 постоянных жителя. Деревня приведена в списке обслуживания одновременно двух почтовых отделений Рыбинск-8 и Ермаково-1, по почтовым данным в деревне 24 дома.